# Arena (échecs)
Pour les articles homonymes, voir Arena.
Arena est une interface graphique (GUI) gratuite permettant d'utiliser des programmes d'échecs, développée par Martin Blume depuis 2003.
Arena permet d'utiliser des moteurs dotés du protocole UCI ou du protocole WinBoard. Plus de 250 moteurs du marché sont compatibles avec Arena. Bien que l'on puisse s'en servir pour jouer contre un programme, elle est surtout conçue pour faire jouer les moteurs entre eux dans des tournois. 

## Versions
- Arena 1.1 (17 décembre 2004)
- Arena 1.99beta1 (23 décembre 2005)
- Arena 1.99beta2 (20 janvier 2006)
- Arena 1.99beta3 (8 novembre 2006)
- Arena 1.99beta4 (31 mars 2007)
- Arena 1.99beta5 (9 février 2008)
- Arena 2.0 (22 décembre 2008)
- Arena 2.0.1 (18 janvier 2009)
- Arena 3.0 (24 décembre 2010)
- Arena 3.5 (1er janvier 2014)
- Arena 3.5.1 (20 décembre 2015)